# Oribatula bonairensis
Oribatula bonairensis är en kvalsterart som först beskrevs av Rainer Willmann 1936.  Oribatula bonairensis ingår i släktet Oribatula och familjen Oribatulidae.

## Underarter
Arten delas in i följande underarter:
- O. b. bonairensis
- O. b. chilensis